# Distrikt Sullana
Der Distrikt Sullana liegt in der Provinz Sullana der Region Piura in Nordwest-Peru. Der Distrikt wurde am 8. Oktober 1840 gegründet. Er hat eine Fläche von 488,01 km². Beim Zensus 2017 lebten 169.335 Einwohner im Distrikt. Im Jahr 1993 betrug die Einwohnerzahl 121.894, im Jahr 2007 156.601. Verwaltungssitz ist die 60 m hoch gelegene Provinzhauptstadt Sullana mit 136.446 Einwohnern (Stand 2017). Sullana liegt am Südufer des nach Westen strömenden Río Chira, 35 km nördlich der Regionshauptstadt Piura. 

## Geographische Lage
Der Distrikt Sullana liegt im Südosten der Provinz Sullana. Er hat eine maximale Längsausdehnung in NNW-SSO-Richtung von etwa 43 km sowie eine maximale Breite von etwa 20 km. Der Río Chira verläuft entlang der nördlichen Distriktgrenze nach Westen. Entlang dem Flusslauf wird bewässerte Landwirtschaft betrieben. Im Norden reicht der Distrikt bis zur Talsperre Poechos. Bellavista, ein östlicher Vorort der Stadt Sullana, bildet den eigenständigen Distrikt Bellavista.
Der Distrikt Sullana grenzt im Westen an den Distrikt Miguel Checa, im Nordwesten an die Distrikte Marcavelica, Salitral und Querecotillo, im Norden an den Distrikt Lancones, im äußersten Nordosten an den Distrikt Las Lomas, im Nordosten an den Distrikt Tambo Grande sowie im Süden an den Distrikt Piura.